# Venus (Lady-Gaga-Lied)
Venus ist ein Lied der US-amerikanischen Sängerin Lady Gaga von ihrem dritten Studioalbum Artpop. Es wurde von Gaga, DJ White Shadow, Hugo Leclercq, Dino Zisis, Nick Monson und Sun Ra geschrieben und von Gaga produziert. Ursprünglich sollte Venus die zweite Single aus dem Album werden, jedoch wurde der Song nur als Promotion-Single veröffentlicht, da der Song Do What U Want positive Kritik bekommen hat und später die zweite Single wurde. Jedoch konnte sich Venus trotzdem in vielen Charts platzieren. Sie sang den Song auf ihrer Tournee ArtRave: The Artpop Ball im Jahr 2014.

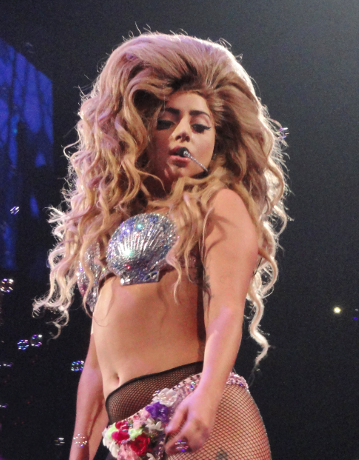
Lady Gaga singt Venus während ihrer ArtRave: The Artpop Ball Tour im Jahr 2014

## Hintergrund
Der Song enthält ein offiziell lizenziertes Sample von Rocket Number 9, das von den französischen Synthesizer-Rockern Zombie Zombie aufgenommen wurde. Der Titel Rocket Number 9 ist ein Song des legendären Jazzmusikers Sun Ra, der ursprünglich 1972 auf dessen Album Space Is the Place erschien und eine Rakete pries, die zum Planeten Venus startete. Zusätzlich zum Zombie-Zombie-Sample borgte Lady Gaga sich den Chor des Sun Ra Arkestra von 1972. Allerdings verpasste sie ihm einen neuen Text, „der sich an die ‚Liebesgöttin Venus‘ wendet.“ Für Philip Sherburne entstand so ein Song, „der sehr nach Barbarella 2.0 klingt.“

## Kommerzieller Erfolg

### Chartplatzierungen
| ChartsChartplatzierungen       | Höchstplatzierung | Wochen |
| ------------------------------ | ----------------- | ------ |
| Deutschland (GfK)              | 35 (2 Wo.)        | 2      |
| Österreich (Ö3)                | 36 (2 Wo.)        | 2      |
| Schweiz (IFPI)                 | 18 (1 Wo.)        | 1      |
| Vereinigte Staaten (Billboard) | 32 (1 Wo.)        | 1      |
| Vereinigtes Königreich (OCC)   | 76 (1 Wo.)        | 1      |

### Auszeichnungen für Musikverkäufe
| Land/Region     | Auszeichnungen für Musikverkäufe (Land/Region, Auszeichnung, Verkäufe) | Verkäufe |
| --------------- | ---------------------------------------------------------------------- | -------- |
| Brasilien (PMB) | Gold                                                                   | 30.000   |
| Südkorea (KMCA) | —                                                                      | 2.589    |
| Insgesamt       | 1× Gold ·                                                              | 32.589   |

Hauptartikel: Lady Gaga/Auszeichnungen für Musikverkäufe